# Nashville 300 1959
Nashville 300 1959 var ett stockcarlopp ingående i Nascar Grand National Series (nuvarande Nascar Cup Series) som kördes 9 augusti 1959 på den 0,5 mile (804,672 meter) långa ovalbanan Nashville Speedway i Nashville i Tennessee. Totalt avverkades 150 miles (241.402 km) fördelat på 300 varv. Banunderlaget var asfalt. Loppet vanns av Joe Lee Johnson i en Chevrolet ägd av Johnson själv på tiden 2:22.05. Johnsons snitthastighet var 63,343 mph. Han var vid målgång ensam förare på ledarvarvet, tre varv före tvåan Larry Frank. Prispotten uppgick till 11 450 dollar, varav 2 912 dollar gick till segraren.

## Resultat
| Plc     | Nr  | Förare            | Team/ bilägare    | Konstruktör | Start | Varv | Ledda varv |
| ------- | --- | ----------------- | ----------------- | ----------- | ----- | ---- | ---------- |
| 1       | 77  | Joe Lee Johnson   | Joe Lee Johnson   | Chevrolet   | 2     | 300  | 83         |
| 2       | 76  | Larry Frank       | Larry Frank       | Chevrolet   | 4     | 297  | 0          |
| 3       | 10  | Elmo Langley      | Ratus Walters     | Buick       | 12    | 297  | 0          |
| 4       | 42  | Lee Petty         | Petty Enterprises | Plymouth    | 3     | 297  | 42         |
| 5       | 36  | Tommy Irwin       | Tommy Irwin       | Ford        | 10    | 295  | 0          |
| 6       | 9   | Cotton Owens      | Roy Tyner         | Chevrolet   | 16    | 290  | 0          |
| 7       | 41  | Joe Weatherly     | Doc White         | Ford        | 22    | 289  | 0          |
| 8       | 25  | Gene White        | Gene White        | Chevrolet   | 14    | 286  | 0          |
| 9       | 12  | Bob Reuther       | Marvin Porter     | Ford        | 11    | 284  | 0          |
| 10      | 16  | Bud Crothers      | i.u.              | Chevrolet   | 5     | 283  | 0          |
| 11      | 87  | Buck Baker        | Lynton Tyson      | Chevrolet   | 7     | 281  | 0          |
| 12      | 34  | G.C. Spencer      | GC Spencer Racing | Chevrolet   | 20    | 278  | 0          |
| 13      | 192 | George Alsobrook  | Joe Jones         | Ford        | 26    | 277  | 0          |
| 14      | 32  | George Green      | Jess Potter       | Chevrolet   | 26    | 276  | 0          |
| 15      | 19  | Herman Beam       | Herman Beam       | Chevrolet   | 30    | 262  | 0          |
| 16      | 74  | L.D. Austin       | L.D. Austin       | Chevrolet   | 17    | 251  | 0          |
| 17      | 92  | Gerald Duke       | Gerald Duke       | Ford        | 25    | 259  | 0          |
| 18      | 49  | Bob Welborn       | Bob Welborn       | Chevrolet   | 6     | 234  | 0          |
| 19      | 22  | Harlan Richardson | Harlan Richardson | Ford        | 13    | 234  | 0          |
| 20      | 189 | Herb Lewis        | i.u.              | Chevrolet   | 9     | 221  | 0          |
| 21      | 20  | Benny Rakestraw   | Spook Crawford    | Mercury     | 29    | 213  | 0          |
| 22      | 197 | Jim Austin        | i.u.              | Ford        | 21    | 211  | 0          |
| 23      | 110 | Jimmy Mairs       | i.u.              | Ford        | 15    | 202  | 0          |
| 24      | 4   | Rex White         | Rex White         | Chevrolet   | 1     | 176  | 175        |
| 25      | 31  | Brownie King      | Jess Potter       | Chevrolet   | 24    | 84   | 0          |
| 26      | 13  | Andy Hampton      | Tommy Thompson    | Chevrolet   | 23    | 76   | 0          |
| 27      | 59  | Tom Pistone       | Carl Rupert       | Ford        | 27    | 51   | 0          |
| 28      | 44  | Tiny Lund         | Julian Petty      | Chevrolet   | 18    | 30   | 0          |
| 29      | 43  | Richard Petty     | Petty Enterprises | Plymouth    | 8     | 12   | 0          |
| 30      | 89  | Buddy Baker       | Lynton Tyson      | Chevrolet   | 28    | 10   | 0          |
| Källor: |     |                   |                   |             |       |      |            |